# Sumberwangi
Sumberwangi is een bestuurslaag in het regentschap Bojonegoro van de provincie Oost-Java, Indonesië. Sumberwangi telt 1850 inwoners (volkstelling 2010).